# POEM@Home

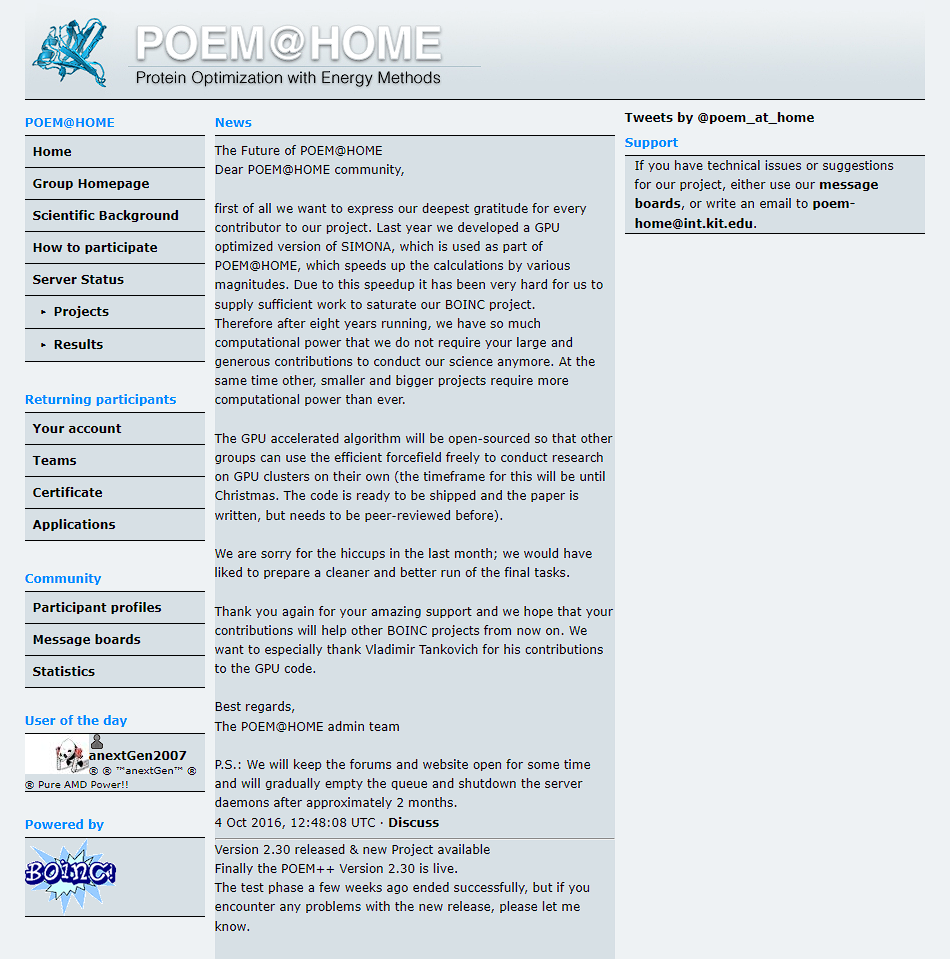
POEM@HOME

POEM@home (abréviation de Protein Optimization with Energy Methods at home) est un projet de calcul distribué dont le but est de prédire la structure biologiquement active d'une protéine. Débuté en 2007, il est hébergé par l'Institut de technologie de Karlsruhe et utilise la plateforme Berkeley Open Infrastructure for Network Computing (BOINC).